# Delia angustifrons
Delia angustifrons är en tvåvingeart som först beskrevs av Johann Wilhelm Meigen 1826.  Delia angustifrons ingår i släktet Delia och familjen blomsterflugor. Arten är reproducerande i Sverige. Inga underarter finns listade i Catalogue of Life.